# Kronshagen
Kronshagen es una ciudad y municipio situado en el distrito de Rendsburg-Eckernförde, en el estado federado de Schleswig-Holstein (Alemania), con una población a finales de 2016 de unos 11 779 habitantes.
Se encuentra ubicado en el área centro-este del estado, cerca de las ciudades independientes de Schleswig y Kiel, de la costa del mar Báltico y del canal de Kiel.